# Franco Calandrini
Franco Calandrini (Ravenna, 13 dicembre 1961) è un direttore artistico, produttore cinematografico e scrittore italiano.

## Biografia
Franco Calandrini completa il suo percorso di studi nel 1985 laureandosi in Disciplina delle Arti della Musica e dello Spettacolo presso l'Università di Bologna. All'inizio degli anni '90, fonda la casa di produzione e promozione cinematografica Start Cinema a Ravenna, insieme a Maria Martinelli e Stefano Mordini. All'interno di Start Cinema ricopre anche il ruolo di produttore oltre che direttore artistico. Nel ruolo di direttore artistico, è fondatore ed ideatore di tre festival cinematografici: Corto Imola Film Festival, Ravenna Nightmare Film Fest e più recentemente Visioni Fantastiche.
Start Cinema
In qualità di direttore artistico all'interno di Start Cinema, vince la gara d’appalto per la gestione decennale dal Centro per La Formazione e la Comunicazione “La Palazzina” – Assessorato alla Cultura del Comune di Imola, da cui la cooperativa partirà nel suo progetto di diffusione della cultura cinematografica. Contemporaneamente si dedica alla produzione di cortometraggi e documentari fino al 2000, quando abbandonerà definitivamente questo settore per dedicarsi alla direzione artistica dei festival da lui ideati. Tra gli ultimi lavori da lui prodotti, meritano una considerazione "I Ladri", di Stefano Mordini (1996) e "Lachrymae" (1999) di Maria Martinelli, entrambi presentati alla 56ª Mostra internazionale d'arte cinematografica di Venezia con una nomination per la sezione Nuovi Territori.
I Festival
Già dal 1994, gran parte della sua attività si concentra nell'ideazione e preparazione di Corto Imola Festival – Mostra Concorso Internazionale del Cortometraggio, come membro fondatore della European Coordination of Film Festivals. Il festival di Imola è divenuto negli anni un prezioso supporto al SNGCI per la pre-selezione dei cortometraggi in concorso per il Premio David di Donatello. Trasformatosi più volte anticipando spesso i tempi, può annoverare tra i propri momenti di eccellenza la consegna del Grifo d’Oro a Fernando Solanas, Palma d’Oro al Festival di Cannes nel 1988 con Sur e Orso d’oro alla Carriera al Festival di Berlino nel 2004 e al grande e compianto Carlo Mazzacurati, autore di film indimenticabili, tra cui "Il Toro", Leone d’Argento al Festival di Venezia nel 1994. In oltre venti anni, Corto Imola Festival curerà  numerose iniziative di, omaggi e retrospettive in collaborazione con alcuni dei più importanti enti ed istituti di promozione cinematografica: importanti omaggi a registi quali Wim Wenders, Marco Bechis, Jon Jost, la retrospettiva danese X-Sperimental, l’ampia informativa su Musica e Trance in collaborazione con il CNRS Audiovisulle di Parigi, le serate dedicate a Krzysztof Kieslowski, Florestano Vancini, Artavazd Pelesjan, Norman McLaren, Jiri Trnka, Phill Mulloy, Dusan Vukotic, Fernando Solanas, Carlo Mazzacurati.
Nel 2003 il Comune di Ravenna approva e sostiene il suo progetto per un festival di genere: il Ravenna Nightmare Film Fest, che tuttora dirige e al quale dedica ormai la totalità del suo lavoro. Principalmente dedicato al genere horror ai suoi inizi, come si è detto altrove, il festival negli anni si è evoluto, allargando i propri orizzonti e i propri confini fino a giungere alla sua versione ultima,  dedicata alla promozione e diffusione di quella categoria di film e opere televisive che ormai occupano la grandissima maggioranza degli spazi cinematografici e televisivi, che Franco Calandrini ha identificato come "the dark side of movies". Negli anni il festival ravennate ha ospitato e proiettato i film di autori quali David Lynch, Dario Argento, Pupi Avati, Bryan Yuzna, Jeff Lieberman, Alex Infascelli, Lamberto Bava, Manetti Bros, Silvano Agosti, Ruggero Deodato, Jean Rollin, Jorge Grau, Jonathan Zarantonello.
Nel 2019, nell'ambito del Piano Nazionale Cinema per la Scuola promosso da MIUR e MIBAC, nasce Visioni Fantastiche, festival dedicato alle scuole di ogni ordine e grado, riconducibile al genere fantastico e a tutte le sue declinazioni. Uno dei principali obiettivi di questo festival è, come prevede il Piano MiBACT – MIUR, contribuire a contrastare l’analfabetismo iconico, tramite un fitto lavoro che vede in equilibrio iniziative specifiche durante l’anno con l’evento più spettacolare del Festival stesso.
Carriera Letteraria
Nel 2007 inizia la sua carriera letteraria, pubblicando la raccolta di racconti, intitolata "Io non so fare niente", pubblicata da Giovane Holden Edizioni, che arriva tra i finalisti del Premio Letterario “Vladimir Nabokov” ed ottiene una Menzione Speciale alla XX Edizione del Concorso Nazionale Letterario "García Lorca". Nel 2010 pubblica con Il Maestrale, "È colpa di chi Muore", il suo primo romanzo distribuito a livello nazionale. Con "Corpi estratti dalle Macerie", edito da Quarup Editrice, tenta un coraggioso esperimento di narrazione con richiamo esplicito all'indimenticabile lezione di Bernard-Marie Koltès.
Nel 2022 il suo romanzo Corpi estratti dalle Macerie è fonte di ispirazione per un lungometraggio dal titolo Redenzione diretto da Maria Martinelli.

## Premi e nomination
- Nomination Sezione Nuovi Territori alla 56ª Mostra internazionale d'arte cinematografica di Venezia - "Lachrymae" (1999)
- Finalista al Premio Letterario Vladimir Nabokov (2008)
- Menzione Speciale al Concorso Nazionale Letterario Garcia Lorca (2009)